# NGC 6607
NGC 6607 est une galaxie spirale située dans la constellation du Dragon. Sa vitesse par rapport au fond diffus cosmologique est de 4 835 ± 6 km/s, ce qui correspond à une distance de Hubble de 71,3 ± 5,0 Mpc (∼233 millions d'al). NGC 6607 a été découverte par l'astronome américain Lewis Swift en 1883.